# Billy McNeill
William „Billy“ Mc Neill (2. března 1940, Bellshill – 22. dubna 2019, Newton Mearns) byl skotský fotbalový obránce. Po skončení aktivní kariéry působil jako trenér. Je nositelem Řádu britského impéria.

## Fotbalová kariéra
Hrál skotskou ligu za Celtic FC, nastoupil ve 486 ligových utkáních a dal 21 gólů. V Poháru mistrů evropských zemí nastoupil v 51 utkáních a dal 2 góly, v Poháru vítězů pohárů nastoupil v 15 utkáních a dal 1 gól, v Poháru UEFA nastoupil ve 3 utkáních a v Interkontinentálním poháru nastoupil ve 3 utkáních a dal 1 gól. V letech 1966 až 1977 získal s Celtikem 9 mistrovských titulů v řadě a v roce 1967 byl kapitánem vítězného týmu v Poháru mistrů evropských zemi. Za reprezentaci Skotska nastoupil v letech 1961 až 1972 ve 29 utkáních a dal 3 góly.

## Ligová bilance
| Ročník                  | Zápasy | Góly | Klub      |
| ----------------------- | ------ | ---- | --------- |
| 1. skotská liga 1958/59 | 17     | 0    | Celtic FC |
| 1. skotská liga 1959/60 | 19     | 0    | Celtic FC |
| 1. skotská liga 1960/61 | 31     | 1    | Celtic FC |
| 1. skotská liga 1961/62 | 29     | 1    | Celtic FC |
| 1. skotská liga 1962/63 | 28     | 1    | Celtic FC |
| 1. skotská liga 1963/64 | 28     | 0    | Celtic FC |
| 1. skotská liga 1964/65 | 22     | 0    | Celtic FC |
| 1. skotská liga 1965/66 | 25     | 0    | Celtic FC |
| 1. skotská liga 1966/67 | 33     | 0    | Celtic FC |
| 1. skotská liga 1967/68 | 34     | 5    | Celtic FC |
| 1. skotská liga 1968/69 | 34     | 3    | Celtic FC |
| 1. skotská liga 1969/70 | 31     | 5    | Celtic FC |
| 1. skotská liga 1970/71 | 31     | 1    | Celtic FC |
| 1. skotská liga 1971/72 | 34     | 3    | Celtic FC |
| 1. skotská liga 1972/73 | 30     | 0    | Celtic FC |
| 1. skotská liga 1973/74 | 30     | 1    | Celtic FC |
| 1. skotská liga 1974/75 | 30     | 1    | Celtic FC |
| CELKEM 1. skotská liga  | 486    | 21   |           |

## Trenérská kariéra
Trénoval skotské a anglické kluby Clyde FC, Aberdeen FC, Celtic FC, Manchester City FC, Aston Villa FC a Hibernian FC.